# 대한민국 형법 제270조
대한민국 형법 제270조는 의사 등의 낙태, 부동의낙태에 대한 형법각칙의 조문이다.

## 조문
제270조(의사 등의 낙태, 부동의낙태) ① 의사, 한의사, 조산사, 약제사 또는 약종상이 부녀의 촉탁 또는 승낙을 받어 낙태하게 한 때에는 2년 이하의 징역에 처한다. <개정 1995.12.29>
②부녀의 촉탁 또는 승낙 없이 낙태하게 한 자는 3년 이하의 징역에 처한다
③제1항 또는 제2항의 죄를 범하여 부녀를 상해에 이르게 한때에는 5년 이하의 징역에 처한다. 사망에 이르게 한때에는 10년 이하의 징역에 처한다. <개정 1995.12.29>
④전 3항의 경우에는 7년 이하의 자격정지를 병과한다.

第270條(醫師 等의 落胎, 不同意落胎) ① 醫師, 韓醫師, 助産師, 藥劑師 또는 藥種商이 婦女의 囑託 또는 承諾을 받어 落胎하게 한 때에는 2年 以下의 懲役에 處한다. <改正 1995.12.29.>
②婦女의 囑託 또는 承諾없이 落胎하게 한 者는 3年 以下의 懲役에 處한다
③第1項 또는 第2項의 罪를 犯하여 婦女를 傷害에 이르게 한때에는 5年 以下의 懲役에 處한다. 死亡에 이르게 한때에는 10年 以下의 懲役에 處한다. <改正 1995.12.29.>
④前 3項의 境遇에는 7年 以下의 資格停止를 倂科한다

## 참조 조문
제14조(인공임신중절수술의 허용한계) ① 의사는 다음 각 호의 어느 하나에 해당되는 경우에만 본인과 배우자(사실상의 혼인관계에 있는 사람을 포함한다. 이하 같다)의 동의를 받아 인공임신중절수술을 할 수 있다.
1. 본인이나 배우자가 대통령령으로 정하는 우생학적(優生學的) 또는 유전학적 정신장애나 신체질환이 있는 경우
2. 본인이나 배우자가 대통령령으로 정하는 전염성 질환이 있는 경우
3. 강간 또는 준강간(準强姦)에 의하여 임신된 경우
4. 법률상 혼인할 수 없는 혈족 또는 인척 간에 임신된 경우
5. 임신의 지속이 보건의학적 이유로 모체의 건강을 심각하게 해치고 있거나 해칠 우려가 있는 경우
② 제1항의 경우에 배우자의 사망·실종·행방불명, 그 밖에 부득이한 사유로 동의를 받을 수 없으면 본인의 동의만으로 그 수술을 할 수 있다.
③ 제1항의 경우 본인이나 배우자가 심신장애로 의사표시를 할 수 없을 때에는 그 친권자나 후견인의 동의로, 친권자나 후견인이 없을 때에는 부양의무자의 동의로 각각 그 동의를 갈음할 수 있다. [전문개정 2009.1.7.]

## 참고 문헌
- 김재윤(학원인), 손동권 저, 새로운 형법각론, 율곡출판사, 2013. ISBN 9788997428342

## 같이 보기
- 낙태죄
- 피임
- 의사